# Byri på svensk
"Byri på svensk" ("börja på svenska" på karlebydialekt) var en kampanj 2005–2008 för att påminna finlandssvenskar i tvåspråkiga orter om att inte automatiskt inleda samtal med främmande personer (till exempel i butiker) på finska, då ett sådant beteende kan medverka till att svenskan kommer ur bruk på fler orter. Projektet inleddes om år 2010. År 2019 belönades Folktingets förtjänstmedalj till Catarina Silvander, en aktiv inom projektet.
Kampanjer för att använda svenska på sta'n har förekommit i flera repriser i Finland.